# Goeiemorgen, morgen
Goeiemorgen, morgen — песня и сингл бельгийского дуэта Николь и Хьюго. С этой песней они представляли Бельгию на Евровидении 1971 года в столице Ирландии Дублине. Однако за неделю до начала конкурса «Евровидение» Николь слегла с желтухой. В результате дуэту пришлось отменить фестиваль песни в последнюю минуту. Бельгия никогда не пропускала фестиваль и было важно, чтобы так и продолжалось. Именно поэтому на BRT решили отправить ту же песню, но выбрать новый дуэт — Лили Кастель и Жак Рэймонд. Их немедленно посадили на самолёт в Ирландию. Только на борту они впервые спели песню и отрепетировали танцевальные па.
Однако это было бесполезно. Песня не набрала много баллов в Дублине, отчасти потому, что Рэймонд не слишком плавно двигался на сцене. Вместе с югославами они разделили 14-е место с 68 очками. Николь и Хьюго разрешили представлять свою страну 2 года спустя, на этот раз с песней Baby, baby.
Песня стала вирусной в русскоязычном сегменте Интернета в 2022 году из-за неприличного звучания слов goeie (с нидерл. — «хороший»), goeiedag (с нидерл. — «добрый день») на русском языке.

## Результат
| Место | Страна     | Исполнитель                | Песня                | Очки |
| ----- | ---------- | -------------------------- | -------------------- | ---- |
| 13    | Люксембург | Моник Мельсен              | Pomme, pomme, pomme  | 70   |
| 14    | Бельгия    | Лили Кастель и Жак Рэймонд | Goeiemorgen, morgen  | 68   |
| 14    | Югославия  | Крунослав Слабинац         | Tvoj dječak je tužan | 68   |
| 16    | Австрия    | Марианне Мендт             | Musik                | 56   |